# Johann Köler
Johann Köler (Ivaski, 8 marzo 1826 – San Pietroburgo, 22 aprile 1899) è stato un pittore estone, leader del cosiddetto Risveglio nazionale estone. È considerato il primo pittore professionista della nazione emergente. Si distingue principalmente per la sua ritrattistica e, in misura minore, dai suoi dipinti di paesaggi. Alcuni dei suoi quadri più importanti raffigurano la vita rurale estone della seconda metà del XIX secolo.

## Biografia
Johann Köler era il settimo figlio di una famiglia contadina nativa di Ivaski, Viljandimaa. Nonostante la povertà dei genitori Köler riuscì, per fortuna, a seguire gli studi elementari, presso il distretto di Viljandi, Livonia. In seguito partecipò a un seminario di maestri pittori in Cēsis.
Nel 1846 andò a San Pietroburgo per lavorare come scrittore. Tra il 1848 ed il 1855 studiò disegno e pittura presso l'Accademia russa di belle arti.
Nel 1857 Köler si recò a Parigi; successivamente tornò in Germania ed in seguito si recò nei Paesi Bassi e in Belgio. Nel 1858, fece un altro viaggio ed attraversando le Alpi giunse a Ginevra, Milano, Firenze e Roma. Quando era a Roma studiò pittura in una scuola privata ed apprese la tecnica dell'acquerello.
Dal 1862 al 1874 fu insegnante della granduchessa Marija Aleksandrovna Romanova, figlia dello zar Alessandro II. Negli anni 1869-1870 lavorò come docente presso l'Accademia di belle arti. Dal 1886-1889 lavorò a Vienna, Nizza e a Parigi.

## Risveglio nazionale estone
L'apice della carriera di Johann Köler coincise con l'ascesa del Risveglio nazionale estone. Fu anche un amico del giornalista Carl Robert Jakobson, primo intellettuale del Risveglio nazionale estone.
Dal 1891 al 1893 Köler fu il presidente della Society of Estonian Literati (Eesti Kirjameeste Selts).

## Onorificenze
- La città di Viljandi eresse un monumento dedicato a Köler nel 1976.
- Nel 2001 Eesti Posta ha emesso un francobollo commemorativo per celebrare il 175 ° anniversario della sua nascita.

## Galleria d'immagini

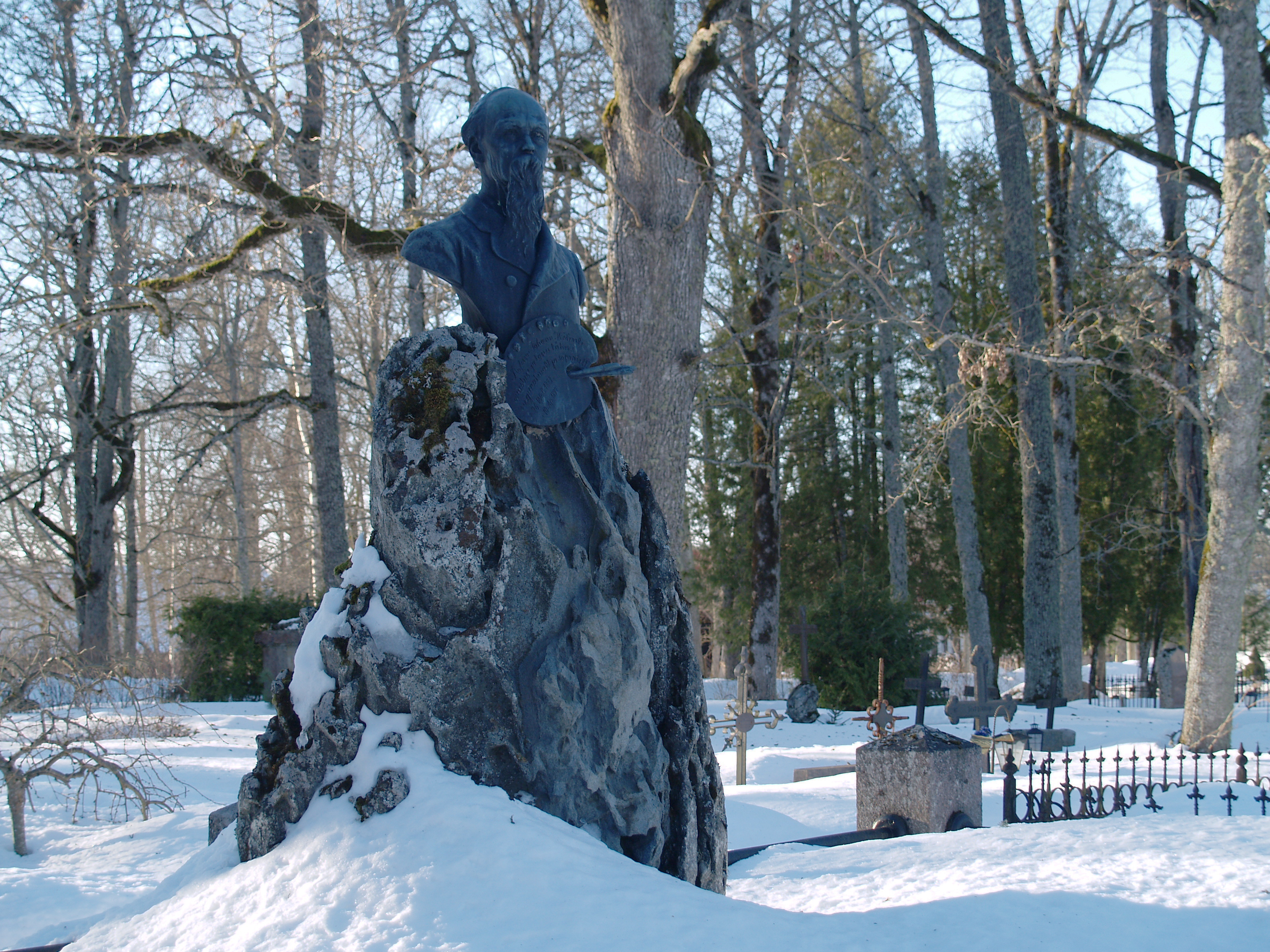
Busto Johann Köler nel cimitero di Suure-Jaani. Fatto da Amandus Adamson
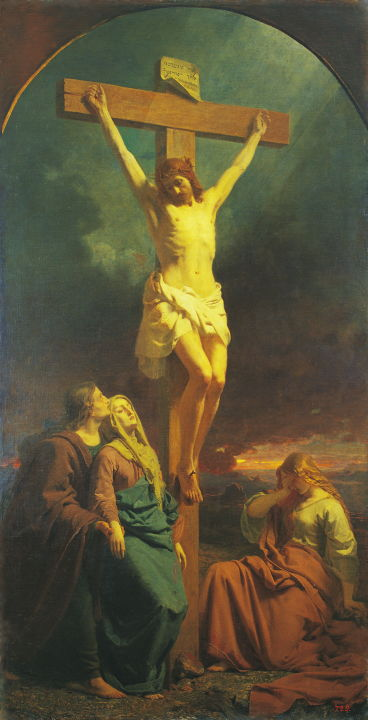
Cristo in Croce („Kristus ristil“) (1857-1859), olio, 196 × 101 cm
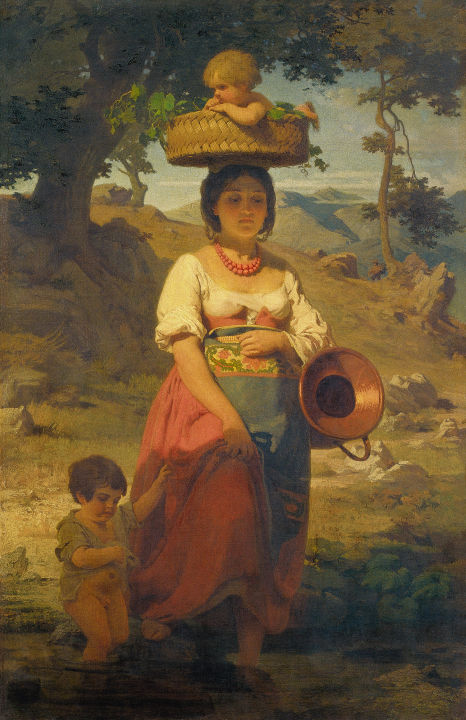
Una donna italiana con i bambini di un ruscello („Itaallanna lastega ojal“) (1862), olio su tela, 82,5 × 53,5 cm
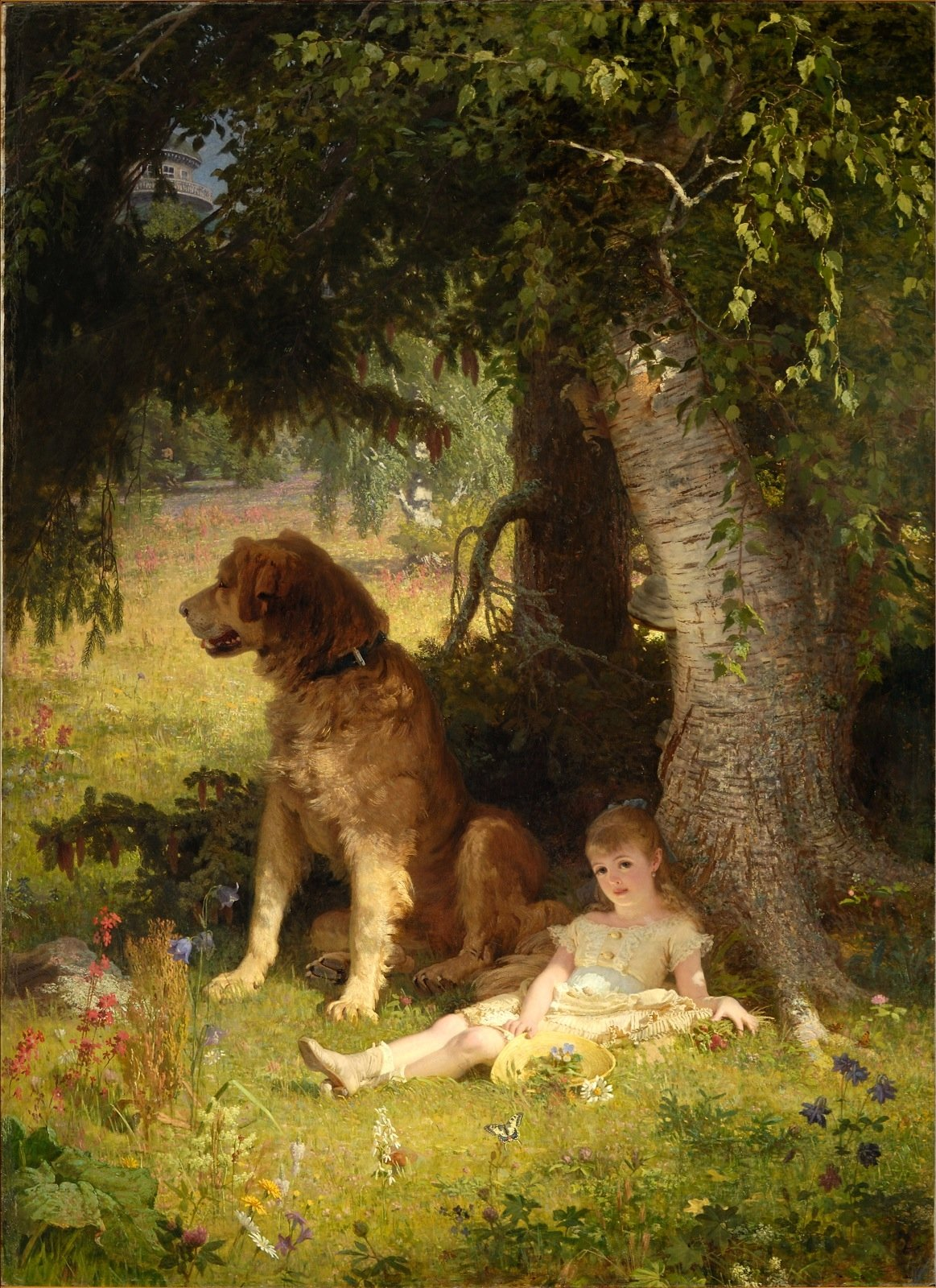
Custode fedele (Truu valvur) (1878)
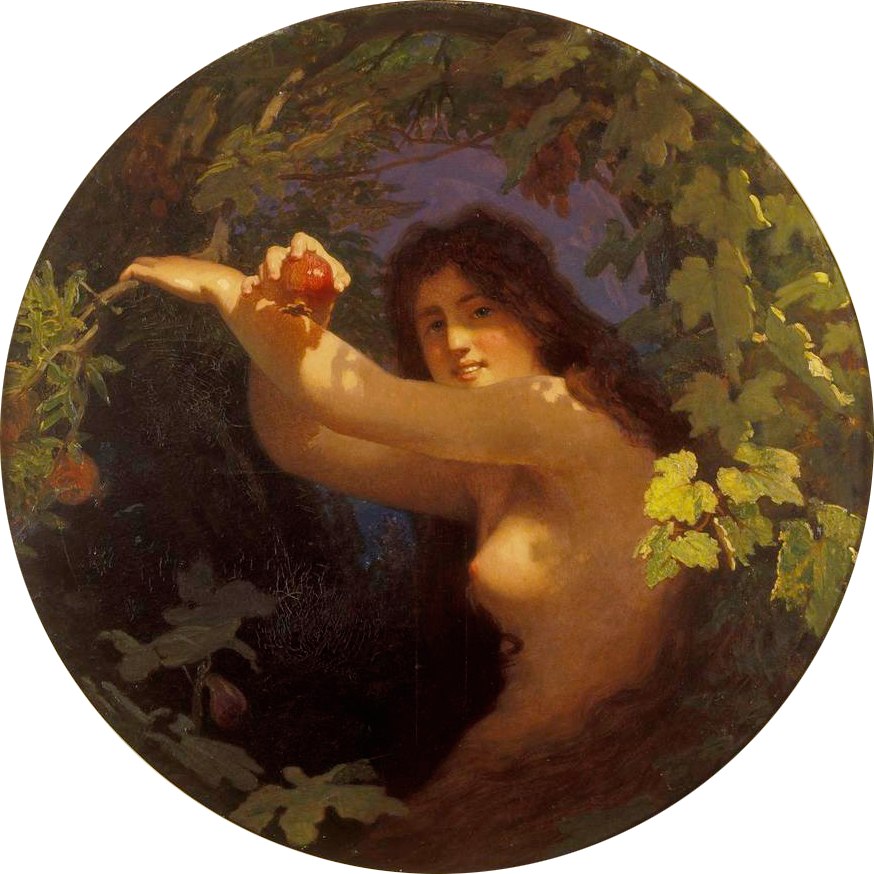
Eva con il melograno (Eva granaatõunaga) (1879-1880)
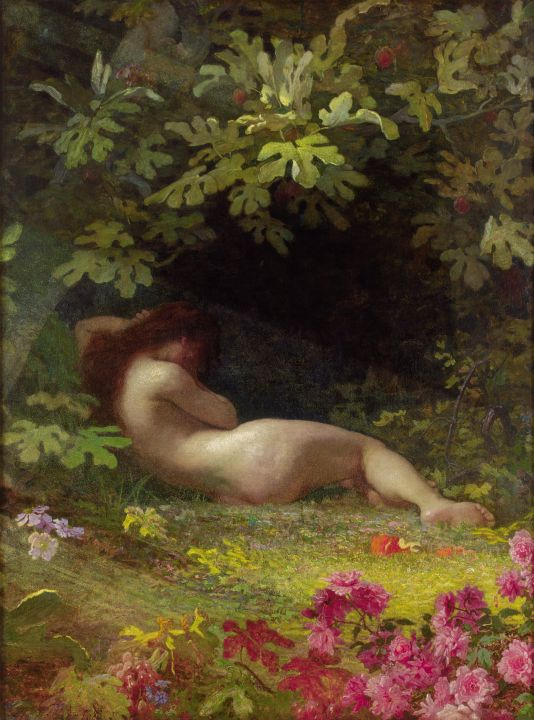
Eva dopo caduta nel peccato („Eva pärast pattulangemist“) (1883), olio su tela, 136 × 101,4 cm
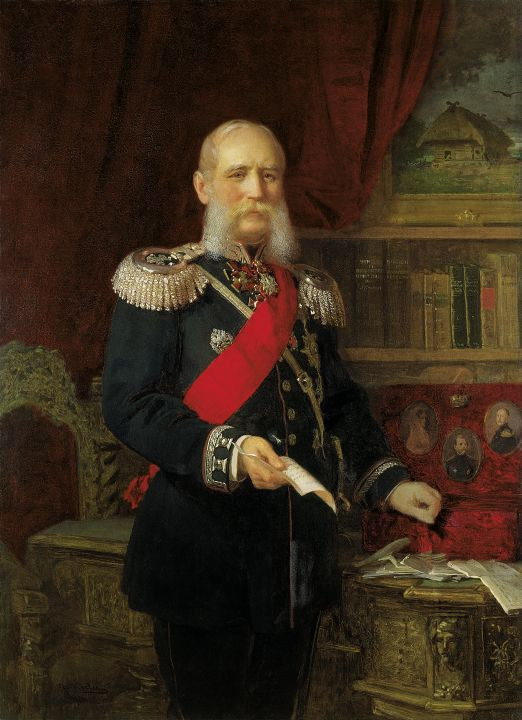
Ritratto del dottor Philipp Karell, medico dell'imperatore („Keisri ihuarsti dr. Philipp Karelli portree“) (1886), olio, 147,5 × 107 cm
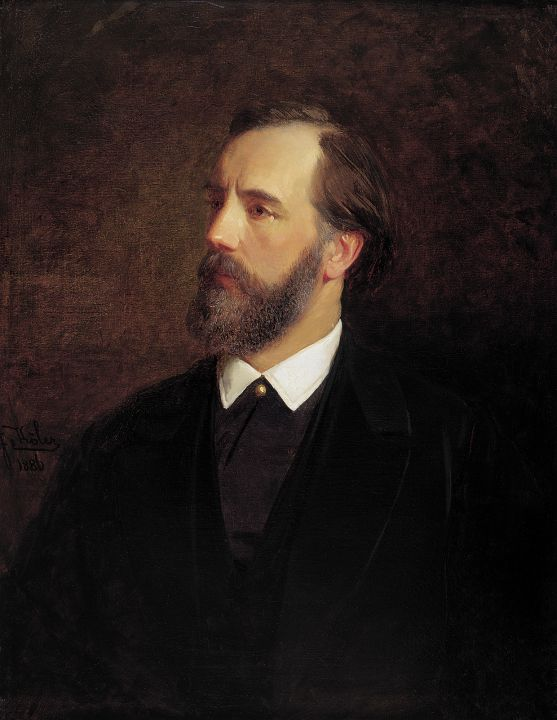
Ritratto di Hugo Treffner („Hugo Treffneri portree“) (1886), olio
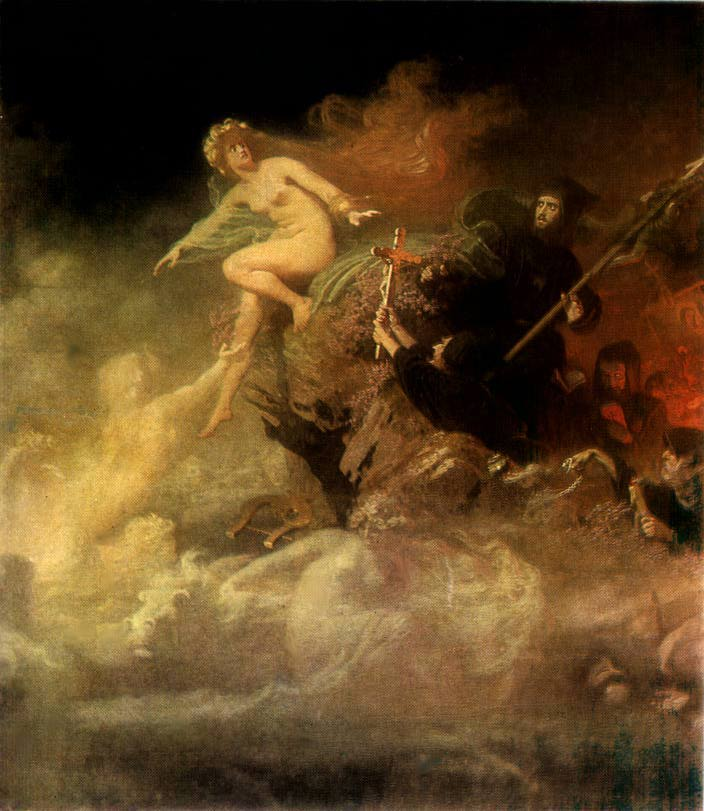
Lorelei Maledetta dai Monaci (Lorelei needmine munkade poolt) (1887), olio